# Символ частинної похідної
Символ частинної похідної (знак в юнікоді — U+2202) — це математичний символ з використанням знака {\displaystyle \partial } (вимовляється як де), який в основному використовується для позначення частинної похідної по змінній {\displaystyle x} від функції двох {\displaystyle f(x,y)}, або більше {\displaystyle f(x,y,z,\dots )}, змінних і позначається одним із таких виразів:
{\displaystyle f'_{x},\partial _{x}f,{\frac {\partial }{\partial x}}f,{\text{ або }}{\frac {\partial f}{\partial x}}.}

## Історія
Символ {\displaystyle \partial } у формі {\displaystyle {\frac {\partial f}{\partial x}}.} вперше запровадив французький математик Адрієн-Марі Лежандр у 1786 році. Однак, загальноприйнятим символом він став після того, як його знову ввів німецький математик Карл Густав Якоб Якобі в 1841 році, тому часом його називають «дельтою Якобі».

## Використання символу
Символ {\displaystyle \partial } також використовується для позначення:
- диференціалом функції багатьох змінних {\displaystyle f(x_{1},x_{2},...,x_{n})} є вираз {\displaystyle df=\sum _{i=1}^{n}{\frac {\partial f}{\partial x_{i}}}\Delta x_{i}.;}
- вектор градієнту функції f(x1,…xn) в евклідовому просторі Rn (наприклад, R² або R³) в точці а скалярного поля — {\displaystyle \nabla f(a)=\left({\frac {\partial f}{\partial x_{1}}}(a),\ldots ,{\frac {\partial f}{\partial x_{n}}}(a)\right);};
- якобіан — {\displaystyle {\frac {\partial (f_{1},\dots ,f_{n})}{\partial (x_{1},\dots ,x_{n})}}};
- межа множини {\displaystyle \partial A} в топології;
- граничний оператор на ланцюговому комплексі в гомологічній алгебрі;
- граничний оператор в диференціальній алгебрі.